# Rotor propulsé par réaction

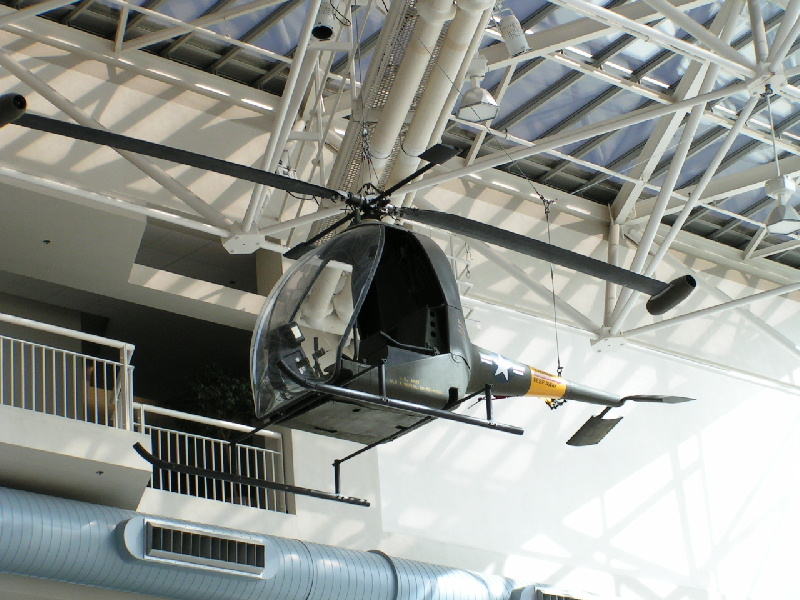
Le Hiller Hornet fut l'un des premiers aéronefs à rotor propulsé par réaction.

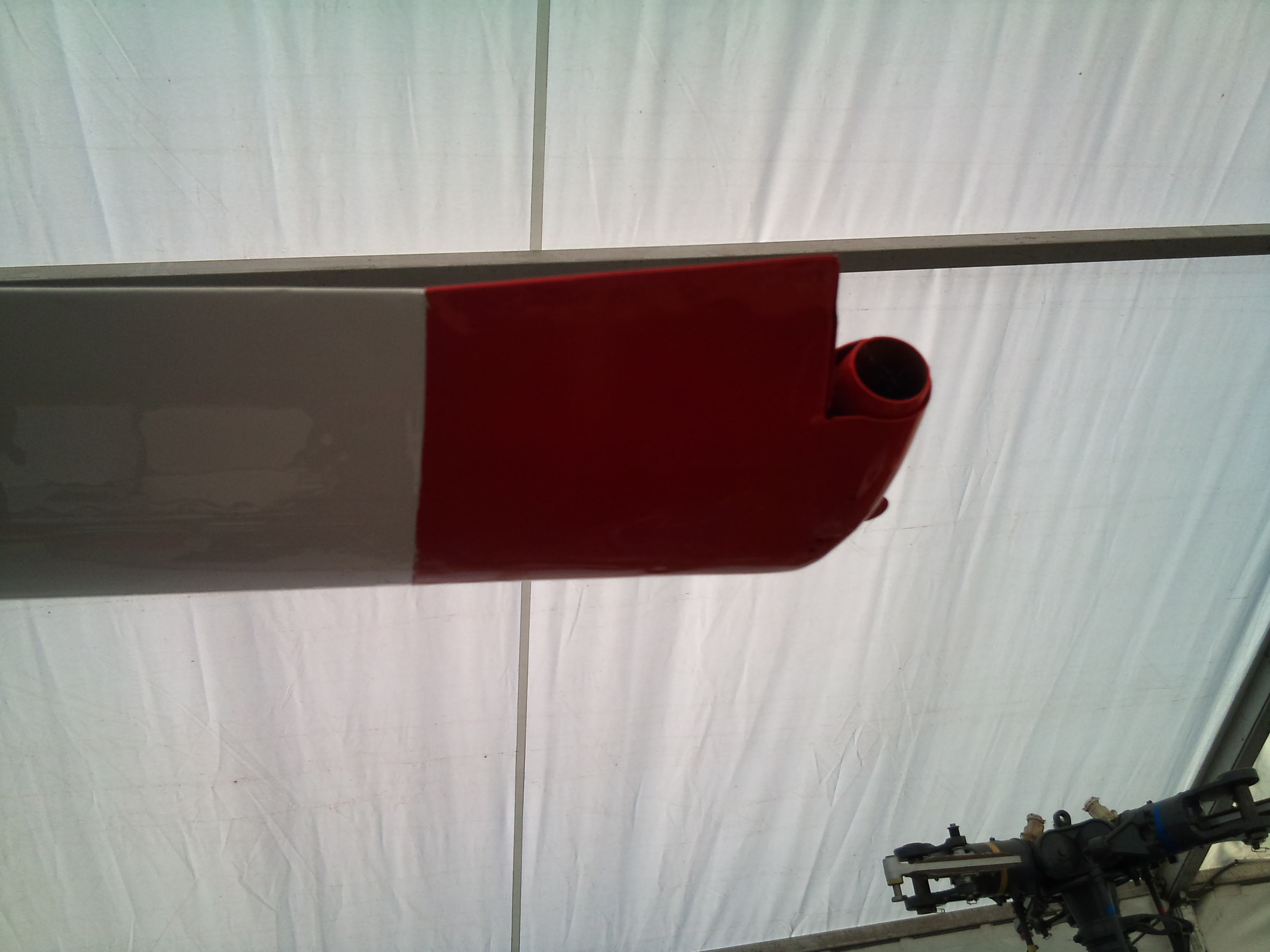
Éjecteur d'extrémité de pale d'un Sud-Ouest Djinn.

Un système dit « tip jet » se réfère à des tuyères de propulsion installées à l'extrémité des pales de rotor principal de certains hélicoptères, qui font tourner le rotor un peu à la manière des roues de Catherine (en), un type de Feux d'artifice, ou des éolipyles.
Il n'existe pas vraiment de traduction française parfaite du terme désignant ce système, mais « rotor propulsé par réaction » semble être la désignation la plus proche de la réalité. Les Anglo-saxons emploient fréquemment les termes « tip jet rotor », « tip jet powered rotor » ou même parfois de « tip jet helicopter », pour les hélicoptères ainsi équipés.

## Caractéristiques et fonctionnement
Certains de ces systèmes emploient de l'air comprimé, fourni par un moteur séparé (turbomoteur ou autre), pour l'éjecter par des tuyères et créer de la poussée en extrémité de pale. D'autres emploient un système ressemblant à une postcombustion, pour brûler du carburant directement dans l'air comprimé arrivant à l'extrémité des pales, pour encore améliorer la puissance produite. On parle alors de « tip-burners », que l'on pourrait traduire par « brûleurs d'extrémité ».
Les plus puissants et complexes emploient carrément des statoréacteurs de très petite taille, voire des turboréacteurs complets ! D'autres emploient aussi des moteurs-fusées, utilisant un ergol comme par-exemple le peroxyde d'hydrogène.
Les rotors propulsés par réaction ont la particularité de ne plus posséder d'arbre de transmission, comme sur les hélicoptères classiques, ce qui supprime en passant le couple exercé sur la structure, et donc rend le rotor de queue (anticouple) des hélicoptères « normaux » totalement inutile. Certains gyroptères ne sont composés de rien d'autre que d'une pale unique et d'une fusée à l'extrémité,.

## Histoire
Le philosophe autrichien Ludwig Wittgenstein étudia un concept de propulsion de rotor par réaction, lorsqu'il était étudiant en ingénierie aéronautique à l'université Victoria de Manchester, au Royaume-Uni. Le concepteur italien V. Isacco construisit des « Hélicogyres » dans les années 1920, qui utilisaient des moteurs à pistons à l'extrémité de la pale tournante, puis il imagina qu'ils pourraient être remplacés par des moteurs-fusées.
Au cours de la Seconde Guerre mondiale, un Autrichien, Friedrich von Doblhoff, suggéra de propulser un hélicoptère avec des statoréacteurs. Le premier hélicoptère à rotor propulsé par réaction fut le Doblhoff WNF 342 V1, en 1943. Après la guerre, deux prototypes WNF 342 finirent entre les mains des Américains et Doblhoff rejoignit McDonnell Douglas, qui produisit ensuite le McDonnell XV-1. L'ingénieur qui avait réellement produit les moteurs d'extrémités de pales, August Stephan, joignit la Fairey Aviation Company au Royaume-Uni, qui les utilisa dans ses aéronefs Fairey Jet Gyrodyne (en) et Fairey Rotodyne, volant respectivement pour la première fois en 1954 et 1957.
Eugene Michael Gluhareff (en) fut également l'un des pionniers de ce mode de propulsion.

## Avantages et inconvénients du système
Parmi les avantages, il y a l'absence de couple et d'arbre de transmission, comme cité précédemment, ce qui permet à l'hélicoptère de se passer de rotor anticouple. Cela offre également une plus grande sécurité pour le personnel au sol se déplaçant autour de l'appareil lorsqu'il est en fonctionnement. En vol, si le moteur connait une défaillance, les buses de jet sur le rotor augmentent le moment d'inertie de celui-ci, lui permettant d'emmagasiner de l'énergie, ce qui rend théoriquement un atterrissage en autorotation un peu plus facile.
Toutefois, le système engendre également une traînée aérodynamique supérieure, ce qui impose un taux de descente plus élevé et signifie que la transition vers l'atterrissage doit être brutale pour assurer la survie des occupants, avec peu de marge d'erreur. Un autre inconvénient est le bruit très important produit par ce système, en particulier lorsque les unités de propulsion (réacteur, fusée, etc.) étaient directement placées au bout des pales. Ce défaut a quasiment scellé à lui-seul le sort des aéronefs ainsi équipés, car leur utilisation près des zones urbaines était tout simplement inenvisageable. Le rendement n'était également pas excellent, et la propulsion classique à moteur et arbre de transmission garde toujours un avantage important sur ce système pour les hélicoptères actuels.

## Aéronefs utilisant des rotors à réaction
- WNF 342 V1 : Premier vol en 1943. Premier appareil du genre à prendre l'air ;
- Dornier Do 32 : Hélicoptère pliable parachuté pour les pilotes abattus derrière les lignes ennemies. Il a été abandonné car une seule personne ne suffisait pas à l'assembler ;
- Percival P.74 (en) : Cet hélicoptère utilisait deux turbomoteurs Napier Oryx montés à l'intérieur du fuselage pour produire de l'air sous pression à l'extrémité des pales du rotor. Les moteurs ne produisirent jamais assez de puissance pour qu'il puisse se soulever du sol, et des études portant sur une amélioration avec des moteurs plus puissants fut abandonnée ;
- Hiller YH-32 Hornet (en) : Volant pour la première fois en 1950, la « jet jeep » avait de bonnes capacités d'emport mais était trop peu puissante pour apporter un réel plus sur le terrain. Cet hélicoptère employait deux micro-statoréacteurs montés au bout des pales ;
- Mil V-7 (en) : Hélicoptère employant deux micro-statoréacteurs d'origine soviétique ;
- Fairey Jet Gyrodyne (en) : Cet appareil apporta des données pour la conception du Rotodyne. Il vola pour la première fois en 1954 ;
- Fairey Rotodyne : Concept d'appareil de ligne court-courrier de 48 sièges, qui vola pour la première fois en 1957. Il a été annulé en raison de doutes sur le bruit causé par les tuyères de pales en cours de fonctionnement ;
- Fairey Ultra-light Helicopter (en) : Premier vol en 1955. Quatre exemplaires furent construits pour une utilisation militaire, mais des coupes budgétaires laissèrent la compagnie Fairey continuer son développement sans financement extérieur, et il n'y eut aucune autre commande effectuée ;
- Fiat 7002 : Premier vol en 1961. Un seul exemplaire fut construit, et les résultats ne furent pas à la hauteur des attentes ;
- Focke-Wulf Triebflügel : Concept allemand de la Seconde Guerre mondiale, qui ne fut jamais construit. Cet ambitieux projet d'appareil ADAV de type « Tail-sitter » aurait eu des ailes agissant également comme un rotor, et propulsées par trois statoréacteurs à leurs extrémités ;
- McDonnell XV-1 : Projet de girodyne dont le premier vol eut lieu en 1954. Il fut abandonné en raison d'un manque d'intérêt par rapport aux hélicoptères conventionnels de la même époque ;
- Hughes XH-17 « Flying Crane » (en) : Premier concept d'hélicoptère développé par la division hélicoptères de la Hughes Aircraft Company, cette grue volante est l'aéronef ayant possédé le plus grand rotor jamais construit (tous types confondus). Le projet fut abandonné en raison de sa bien trop faible distance franchissable, à peine supérieure à 60 kilomètres ;
- NHI H-3 Kolibrie (en) (Nederlandse Helikopter Industrie) : Environ 11 appareils produits. Cet hélicoptère très léger était propulsé par deux statoréacteurs de 20 kgp de poussée chacun ;
- Innosuisse SwissCopter (DragonFly)[5] ;
- Rotary Rocket Roton ATV : Projet de fusée dont la première phase propulsée aurait été effectuée par un rotor à réaction. La société a fait faillite en 2001 et le projet a été abandonné ;
- Sud-Ouest Ariel : Cet hélicoptère, produit à seulement trois exemplaires, vola pour la première fois en 1947. Il était doté d'un rotor thermopropulsé. Même s'il ne fut jamais produit en série, il permit de collecter des données pour la mise au point de son successeur, le Djinn ;
- Sud-Ouest Djinn : Cet hélicoptère employait des jets d'air comprimé pour propulser son rotor, fourni par un turbomoteur Palouste. Il vola pour la première fois en 1953. Produit à 179 exemplaires, il a battu des records et a été le seul hélicoptère de ce type à avoir été produit en série. Il a été utilisé par l'armée française et des pilotes civils. Certains sont toujours en état de vol ;
- JK-1 Trzmiel : Prototype polonais à un seul siège ;
- VFW-Fokker H3 Sprinter (en) : Deux exemplaires prirent l'air[6].